# Fabio Maria Asquini

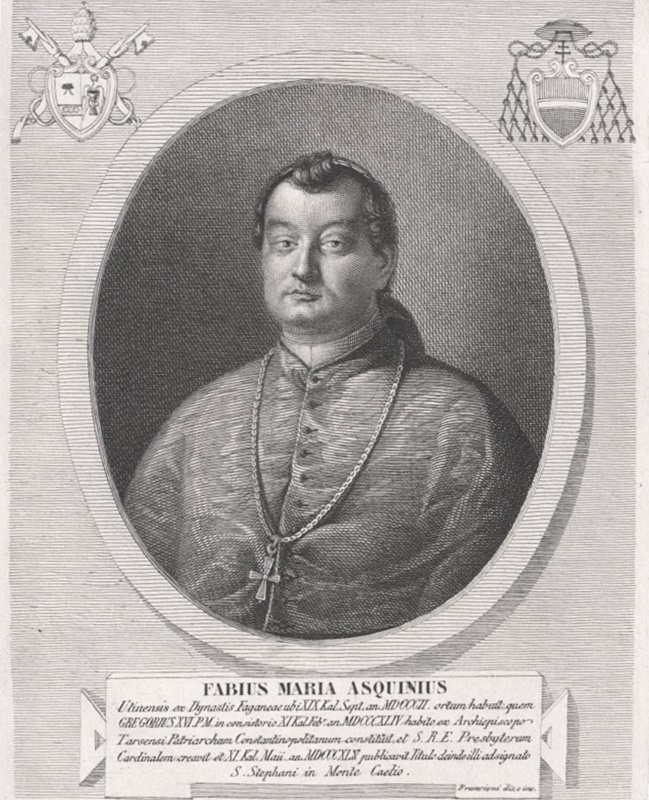
Fabio Maria Kardinal Asquini

Fabio Maria Asquini (* 14. August 1802 in Fagagna bei Udine in Italien; † 23. Dezember 1878 in Rom) war ein Kurienkardinal der katholischen Kirche.

## Leben

### Familie
Fabio Maria Asquini war das älteste Kind von Giovanni Daniel Asquini (1759–1810) und dessen Ehefrau Giulia (geb. della Porta); er hatte noch drei Geschwister.
Sein Großvater war der Winzer Fabio Asquini.

### Werdegang
Nach dem Studium der Theologie am Collegio Ghislieri in Rom und am Collegio Romano, wo Fabio Maria Asquini zum Doctor theologiae promoviert wurde, sowie der Rechtswissenschaft an der Universität La Sapienza empfing Fabio Maria Asquini am 26. Februar 1825 die Priesterweihe. 1837 wurde er von Papst Gregor XVI. zum Titularerzbischof von Tarsus ernannt und zum Apostolischen Nuntius bestellt. Die Bischofsweihe spendete ihm Carlo Kardinal Odescalchi. 1839 wurde er bei der Römischen Kurie Sekretär der Konsistorialkongregation.
1844 wurde er zum Titularpatriarchen von Konstantinopel und in pectore zum Kardinal erhoben. Gregor XVI. nahm ihn 1845 mit der Veröffentlichung als Kardinalpriester mit der Titelkirche Santo Stefano al Monte Celio in das Kardinalskollegium auf.
1847 wurde er von Papst Pius IX. zum Präfekten der Kongregation für Ablässe und die heiligen Reliquien bestellt. 1863 wurde er Präfekt der Römischen Kurie, ab 1872 deren Sekretär. 1877 optierte er auf die Titelkirche San Lorenzo in Lucina.
Asquini nahm am Konklave von 1846 teil, das Papst Pius IX. erwählte, sowie am Konklave von 1878, aus dem Leo XIII. als Papst hervorging.
Er starb am 23. Dezember 1878 und wurde in einem Familiengrab in seinem Geburtsort Fagagna beigesetzt.